# Пабликейшън (шелфов ледник)
Шелфовият ледник Пабликейшън (на английски: Publications Ice Shelf) е част от крайбрежието на Източна Антарктида, край Брега Ингрид Кристенсен на Земя принцеса Елизабет, в акваторията на море Съдружество в Индоокеанския сектор на Южния океан. Разположен е в югозападната част на големия залив Прюдс между връх Каролин Микелсон (250 m) на запад и полуостров Сторн на изток. Дължина от юг на север около 60 km, ширина от запад на изток – 30 km. На северозапад дългия и тесен залив Саннефиорд го отделя от големия шелфовия ледник Еймъри. Южно от него се издига планината Монро-Кер (562 m). От нея се спускат пет планински ледника – Полар Таймс, Поло, Полар Форшунг, Полар Рекорд и Полар Бокен, които подхранват шелфовия ледник Пабликейшън.
Шелфовият ледник Пабликейшън е открит и заснет чрез аерофотоснимки от самолет през февруари 1935 г. от норвежката антарктическа експедиция ръководена от Ларс Кристенсен. През 1952 г. американският географ Джон Роскоу (1919 – 2007), разглеждайки аерофотоснимките направени от американската антарктическа експедиция през 1947 – 48 г. предлага ледникът да бъде наименуван Пабликейшън (т.е. събиратетелен ледник на 5-те „вливащи“ се в него). През 1973 г. е доказано, че това е шелфов ледник и името е променено на шелфов ледник Пабликейшън.